# Trichogramma marylandense
Trichogramma marylandense är en stekelart som beskrevs av Thorpe 1982. Trichogramma marylandense ingår i släktet Trichogramma och familjen hårstrimsteklar. Inga underarter finns listade i Catalogue of Life.